# Manuel Salces Gutiérrez
Manuel Salces Gutiérrez (Suano, Cantabria, España, 25 de abril de 1861 - Pesquera, Cantabria, España, 1 de diciembre de 1932) fue un pintor español de formación autodidacta.
Cantero y labrador, empezó su carrera artística a los treinta años, tras acudir a clases nocturnas de dibujo patrocinadas por el Ayuntamiento de Reinosa. Destacó por la representación de la montaña cántabra entre nubes y nieblas.

## Obra
La naturaleza y los paisajes campurrianos son su mayor fuente de inspiración y tema más recurrente, con los que participó en las Exposiciones Nacionales de Bellas Artes de los años 1897, 1898 (dos menciones honoríficas), 1901 (tercera medalla), 1915 y 1922. El 3 de agosto de 1905 participa en la Gran Exposición de Artes e Industrias de Santander, en la que es premiado con la medalla de oro. En 1912 se traslada a Madrid, donde expone en el salón Iturrioz de Madrid con un notable éxito de ventas. Repite exposiciones en Valladolid y Barcelona, con favorable acogida de la crítica y el público. 
Su creación más importante y obra maestra es la "Turbonada", óleo sobre lienzo de pequeño formato adquirido por el Museo del Prado y expuesto en el Casón del Buen Retiro, hasta 1997. Otras obras importantes son Peñas de las Hoces, de 1899; Paisaje del Ebro, de 1901; La Peña de Recanil, de 1904; Niebla de Izara, de 1909; Paisaje de Madrid de 1920, que junto con otras son del Museo de Bellas Artes de Santander, así como Panorámica de Izara, Tarde de niebla en Suano; Día de niebla en el Valle de Campoó; y Remanso en el Izarilla; Estas últimas de la exposición del Banco Santander, junto a obras de Agustín de Riancho y Casimiro Saínz en 1978.
Además de los paisajes campurrianos, pintó la sierra madrileña y el río Manzanares en los alrededores de Madrid.

## Museos y colecciones
- Manuel Salces. Obras en el Museo del Prado
- Manuel Salces. Obras en el Museo de Arte Moderno y Contemporáneo de Santander
- Museo Camon Aznar de Zaragoza.
- Museo Arte Contemporáneo Palacio de Elsedo. Cantabria
- Ayuntamiento de Reinosa
- Caja Cantabria
- Banco Santander.
- Biblioteca Central de Cantabria.